# ریو فردیناند
ریو گوین فردیناند (به انگلیسی: Rio Gavin Ferdinand)، متولد ۷ نوامبر ۱۹۷۸ در محله دانمارک هیل شهر لندن پایتخت انگلستان است، مادر وی انگلیسی و پدرش اهل سنت لوسیا می‌باشد.
فردیناند در سال ۲۰۱۵ رسماً از فوتبال خداحافظی کرد.
سبک بی‌نظیر او در پست مدافع وسط سبب شده است که از او به عنوان یکی از بهترین مدافعان نسل خودش در فوتبال یاد شود.

## زندگی شخصی
ریو فردیناند کاپیتان سابق منچستریونایتد در مورد شرایط زندگی خصوصی اش، پس از درگذشت همسرش صحبت کرده است.
این بازیکن می گوید کودکانش در مورد این فقدان صحبت نمی‌کنند و زمانی که تلاش می کند تا با آنها در این خصوص صحبت کند، کودکانش از این موضوع طفره می روند. او می گوید بهترین راه برای صحبت کردن با سه فرزندش که اکنون ۱۰، هشت و پنج ساله هستند را نمی دانسته است. همسر ریو فردیناند، ربکا در سن ۳۴ سالگی و بر اثر سرطان پستان در سال ۲۰۱۵ درگذشت. این دو در سال ۲۰۰۹ با یکدیگر ازدواج کرده بودند.
هیچ تکنیکی برای صحبت کردن با فرزند هایم بلد نبودم. نمی‌دانستم چگونه باید واکنش نشان دهم. بار ها سعی کردم که با آنها صحبت کنم، از احساسات‌شان با خبر شوم، اما هر بار من را نادیده می گرفتند. از صحبت کردن در این مورد، فرار می کردند. به طور کامل این بحث را خاتمه می دادند.
فردیناند می گوید کودکان باید از خاطرات خوبی که در زمان حیات مادرشان دارند، صحبت کنند.
شرایط به طرز دیگری رقم خورد و آنها با شادی از خاطرات خوبی که با مادرشان داشتند صحبت می کردند، این زیبا بود. آنها به جای اینکه از غم و اندوه صحبت کنند، از خاطرات خوبی که با مادرشان داشتند صحبت کردند. به ناگهان، شرایط از تاریکی به سوی روشنایی تغییر پیدا کرد.
ریو می گوید در هفته ای که همسرش فوت کرد، دیدگاه او نسبت به آدم هایی که قصد خودکشی دارند تغییر کرده است و آنها را درک می کند.
وقتی در چنین موقعیت هایی قرار بگیرید، خودکشی کردن را درک می کنید. آدم هایی که چنین افکاری دارند و دست به انجام چنین کاری می زنند را درک می کنید. خود من به این موضوع فکر نکردم، اما اکنون درک می کنم که چگونه مردم به آن وضعیت کشیده می شوند. اکنون نمی‌توانم مثل گذشته این آدم ها را قضاوت کنم. قبلاً گوشه ای می نشستم- که احتمالاً ربکا هم کنارم بود- و می گفتم:” او چه نادان و خودخواه است که مرتکب چنین کاری شده است. سه بچه زیبا را تنها گذاشت”. اما الان می توانم درک کنم که آن مرد چه کشیده است که خودکشی را انتخاب می کند. من این کار را نمی‌کنم، اما شرایط او را درک می کنم. وقتی شما به آن مرحله برسید، مانند یک سود و زیان می ماند.

## حرفه

### وستهام یونایتد
او درخشش خود را از تیم وستهام یونایتد آغاز کرد و سپس طی یک انتقال به لیدز یونایتد به گران ترین مدافع جهان تبدیل شد.

### لیدز یونایتد
او در لیدز یونایتد به عنوان کاپیتانی باشگاه رسید و همراه این تیم تا نیمه نهایی لیگ قهرمانان اروپا هم پیش رفت اما مقابل والنسیای قدرتمند آن زمان حرفی برای گفتن نداشتند.

### منچستر یونایتد
کاپیتان لیدز یونایتد در انتقال جنجالی سال ۲۰۰۲ به منچستر یونایتد پیوست فرگوسن برای این مدافع مبلغ ۴۶ میلیون یورو را هزینه کرده بود که در زمان خود گران قیمت ترین انتقال برای یک مدافع وسط در تاریخ فوتبال به حساب می آمد.
ریو از بدو ورود به یونایتد عملکرد خیره کننده ای از خود به نمایش گذاشت، پاس های دقیق و قطری از ویژگی های بارز فردیناند بود شاید اولین مدافعی که بازیسازی از خط دفاعی را در فوتبال مدرن به نمایش گذاشت زوج دفاعی فردیناند به مدت چهارسال وس براون دیگر مدافع شیاطین سرخ بود اما درخشان ترین دوران این مدافع به بعد از سال ۲۰۰۶ بر میگردد سالی که او یکی از بهترین زوج های تاریخ لیگ حرفه ای جزیره را به همراه نمانیا ویدیچ تشکیل داد
همچنین او به عنوان کاپیتان باشگاه منچستر یونایتد موفق به قهرمانی در لیگ قهرمانان 2008 شد. همچنین او در سال 2008 به عنوان مدافع در تیم منتخب فیفا انتخاب شد.

### QPR
او در 36 سالگی به کوییزپارک رنجرز پیوست و یک سال بعد در این تیم خداحافظی کرد.

### تقابل با لیورپول
نکته ی جالب اینکه ریو در کل 19 سال دوران باشگاهی خود فقط 11 گل به ثمر رساند که 3 مورد آن به لیورپول بود.

### تیم ملی
او سابقه کاپیتانی سه شیرها را دارد و در 81 بازی ملی 3 گل به ثمر رساند.
او یورو 2004 را به دلیل محرومیت دوپینگ و جام جهانی 2010 را به دلیل مصدومیت از دست داد.